# Elisenda Climent i Quer
Elisenda Climent i Quer és una editora de partitures catalana.
Des del 1983 va continuar l'editorial de música Clivis Publicacions, fundada per son pare, el músic Enric Climent i Viñas (1910-1983) el 1946 i que va dirigir fins a la seva jubilació el 2017. El seu catàleg conté l'obra de nombrosos compositors catalans del segle xx i de l'inici del segle xxi.
Va ser presidenta del Gremi d'Editorials de Música de Catalunya. Forma part del Patronat de l'entitat Orfeó Gracienc, de Barcelona.